# شهرستان هانت (تگزاس)
شهرستان هانت، تگزاس (به انگلیسی: Hunt County, Texas) یک سکونتگاه مسکونی در ایالات متحده آمریکا است که در تگزاس واقع شده‌است.

## خصوصیات
شهرستان هانت ۲٬۲۸۴٫۳۸ کیلومترمربع مساحت دارد.